# شهرک گلستان (تهران)
شهرک گلستان نام محله ای واقع در شمال غرب تهران و جزء منطقه ۲۲ شهرداری تهران است که از شمال به بزرگراه همت و بلوار آبشار (جدی اردبیلی)، از شرق به دهکده المپیک، از غرب به میدان دریاچه و (ایران مال) و کوهک و پارک جنگلی چیتگر محدود می‌گردد. شهرک گلستان نام جدید شهرک «راه‌آهن» می‌باشد و بلوار امیرکبیر اصلی‌ترین خیابان شهرک است که بیشتر دارای کاربری تجاری-اداری می‌باشد. بلوارهای کوهک _کاشان_ هوانیروز و گلها، کاج و هاشم‌زاده (اقاقیا) و خیابان‌های اصلی و یاس، بنفشه، سروستان، قائم و… خیابان‌های فرعی شهرک می‌باشند. ومیدان‌های اصلی شهرک شامل میدان اتریش ومیدان موج و همچنین شامل میدان ساحل و میدان دریاچه می‌باشد همچنین برج‌های مسکونی و تجاری-اداری زیادی در شهرک گلستان ساخته شده‌است که باعث شده نسبت به گذشته تراکم جمعیت نسبت به گذشته کمی افزایش یابد.

## مساجد و میادین میوه و تره بار
مسجد جامع حضرت ولیعصر (عج) واقع در تقاطع بلوار کاج و بنفشه نهم، مسجد امام علی (ع) در ابتدای بلوار هوانیروز، مسجد ولی عصر (عج) در شهرک یاس از اصلی‌ترین مساجد سطح شهرک می‌باشند.
میادین تره بار شهرک گلستان نیز شامل میدان میوه و تره بار امیرکبیر واقع در انتهای بلوار امیرکبیر، میدان میوه و تره بار قائم واقع در میدان موج و میدان میوه و تره بار شهدای آتش‌نشانی واقع در بلوار گلها کوچه یاس هفتم می‌باشد.

## مراکز تفریحی و گردشگری
از لحاظ تعدد مراکز تفریحی، گردشگری و تجاری شهرک گلستان جزو خاص‌ترین مناط ایران می‌باشد.
بوستان جنگلی چیتگر (بوستان، باشگاه اسب سواری، پیست دوچرخه سواری)، مجموعه پارک آبی اپارک، مجموعه تفریحی وسیاحتی دریاچه چیتگر (دریاچه شهدای خلیج فارس)، مجموعه ورزشی آزادی، پارک جنگلی خرگوش دره، بوستان جنگلی لتمان کن، آبشار تهران، بوستان جوانمردان، باغ ملی گیاه‌شناسی ایران، مجتمع تجاری تفریحی بام لند، بازار بزرگ ایران مال و … تنها تعدادی از این مراکز هستند.

## دریاچه چیتگر
می‌توان گفت که دریاچه چیتگر (دریاچه شهدای خلیج فارس) تقریباً نماد این شهرک شده و روزانه بازدیدکنندگان بسیاری از تمامی نقاط تهران از دریاچه چیتگر بازدید می‌کنند.
مساحت این دریاچه ۱۳۰ هکتار است و در مجاورت آن ۱۲۰ هکتار مجموعه تفریحی نیز در پهنه خشکی ایجاد شده‌است. دریاچه مصنوعی چیتگر در شمال پارک جنگلی چیتگر قرار گرفته و جنوب دریاچه به بزرگراه شهید حکیم، شمال آن به بزرگراه همت، شرق آن به بزرگراه آزادگان می‌رسد و از غرب به بافت مسکونی منطقه ۲۲ شهرداری تهران محدود می‌باشد.
شهرک گلستان (راه‌آهن) در حال حاضر از مناطق مناسب برای سکونت می‌باشد. حدود ۸۰ درصد از آب این دریاچه از محل آب رودخانه کن و مابقی از روان‌آب‌های حوزه میانی و سطحی منطقه تأمین می‌شود. دریاچه چیتگر و پارک جنگلی چیتگر به دلیل قرارگرفتن در مسیر بادهای غربی- شرقی تهران می‌توانند علاوه بر تلطیف هوا و بالا بردن رطوبت در سطح شهر تهران با استقرار کاربری‌های تفریحی - گردشگری مناسب سهم به سزایی در جذب گردشگران داخلی و خارجی داشته باشد. این دریاچه همچنین علاوه بر ایجاد چشم‌اندازهای زیبا و منحصربه‌فرد می‌تواند سبب کاهش خطرات ناشی از سیلاب‌های فصلی و همچنین تغذیه سفره‌های آب زیرزمینی گردد.